# Olav T. Beito
Olav Toreson Beito (* 30. März 1901 in Øystre Slidre, Oppland; † 28. September 1989 in Oslo) war ein norwegischer Sprachwissenschaftler und Professor an der Universität Oslo. Seine Forschungsschwerpunkte waren norwegische Grammatik (Nynorsk), Ortsnamenforschung und Mundartforschung.

## Leben
Olav Toreson Beito wuchs als Sohn des Landwirts Tore Andersen Beito und der Marit Engelbretsdatter im ländlichen Valdres auf dem Hof Beito auf. Nach dem Besuch der Volksschule legte er 1923 das Examen artium am Landgymnasium Voss ab, das ihm den Zugang zur höheren Bildung ermöglichte. Er studierte Norwegisch, Deutsch und Geschichte und schloss sein Studium 1942 mit der Promotion ab.
1936 bis 1946 war Beito Lektor in Fredrikstad und 1946 bis 1958 in Oslo. 1943 bis 1945 und 1953 bis 1957 arbeitete er am Norwegischen Wörterbuch (Norsk Ordbok). 1957 wurde er Dozent und 1959 – als Nachfolger von Sigurd Kolsrud – ordentlicher Professor für Nordische Sprachwissenschaft an der Universität Oslo. Nach seiner Emeritierung 1971 folgte ihm Kjell Venås auf dem Lehrstuhl. In diesen Jahrzehnten wirkte Beito auch Leiter des Norwegischen Mundartarchivs (Norsk målførearkiv).
Ab 1930 war er mit Marit Eker (1905–?) verheiratet.
Beito galt als fähiger Lehrer sowie als freundlicher und umgänglicher Mensch. Laut seinem Nachfolger auf dem Lehrstuhl, Kjell Venås, „kümmerte [er] sich um kulturelle Wurzeln und schuf auch selbst kulturelle Werte durch seine Arbeit und durch seine Art zu sein“.

## Forschung
In seiner Dissertation ging es um die Morphologie der norwegischen Dialekte und in der Nynorsk-Literatur (1942). In seinem Grundlagenwerk über den Genuswechsel norwegischer Substantive (1954) arbeitete er Ursachen heraus, warum das grammatische Geschlecht etlicher Wörter im Laufe der Zeit nicht stabil war und welche Typen an Übergängen es gibt.
Ein weiteres Grundlagenwerk war seine Nynorsk-Grammatik von 1970 (überarbeitete Auflage 1986). Diese detaillierte Grammatik des geschriebenen Nynorsk war die erste umfassende Sprachlehre seit Ivar Aasens Grammatik von 1864.
Schon als Student kam er mit der lexikographischen Arbeit am Norwegischen Wörterbuch in Kontakt. Er beteiligte sich am Aufbau des Wörterarchivs und erarbeitete das sogenannte Grundmanuskript, eine Zusammenstellung der verschiedenen norwegischen Mundartwörterbücher. Als Redaktor war er am ersten Band des Werks beteiligt, und von 1963 bis 1972 war er Präsident der Aufsichtskommission.
In der Mundartforschung beschritt Beito neue Wege: Er wollte untersuchen, wie sich Dialekte von Generation zu Generation änderten. In einer Arbeit über die Volkssprache des Hallingdal (1958) untersuchte er die Sprache dreier Generationen, womit der soziolinguistische Gedanken vorausnahm, noch bevor diese Wissenschaft den Durchbruch erzielte. Eine Publikation widmete er auch der Mundart seines heimatlichen Valdres.
Beitos bekanntester namenkundlicher Beitrag ist sein Werk über die Ortsnamen der norwegischen Bergweiden (1949), die er in Zusammenarbeit mit dem Institut für vergleichende Kulturforschung vornahm.
Von 1957 bis 1972 war er Mitglied des Norwegischen Sprachrates. In dieser Funktion leitete er einen Ausschuss, der die grammatische Terminologie des Norwegischen festsetzte.

## Ehrungen
Beito war Mitglied der Norwegischen Akademie der Wissenschaften sowie in Schweden der Königlichen Gesellschaft für Geisteswissenschaften und der Königlichen Gustav-Adolfs-Akademie für schwedische Volkskultur. Von Letztgenannter sowie von der Gesellschaft für die Förderung der Wissenschaften in Bergen erhielt er je einen Preis für sein Wirken.
Von seinen Kollegen und Schülern erhielt er eine Festschrift anlässlich seines 70. Geburtstags.

## Publikationen (Auswahl)
- R-bøygning. Etterrøknader i norsk formlære (1942)
- Norske sæternamn (1949)
- Genusskifte i nynorsk (1954)
- Drag av utviklinga i hallingmålet dei siste mannsaldrane (1958)
- Nynorsk målgransking (1960)
- Norske målføretekster (1963)
- (Mitredaktor:) Norsk Ordbok. Ordbok over det norske folkemålet og det nynorske skriftmålet (Band 1, 1966)
- Nynorsk grammatikk. Lyd og ordlære. (1970 und 1986)
- Gammal årgang (Gedichte, hrsg. unter dem Pseudonym Ola Øyang, 1972)
- (mit I. Hoff:) Frå norsk målføregransking. Utvalde utgreiingar 1908–1969
- Artiklar og taler i utval (1979)
- Utsyn frå det siste leitet (1986)